# Glonn (Bawaria)

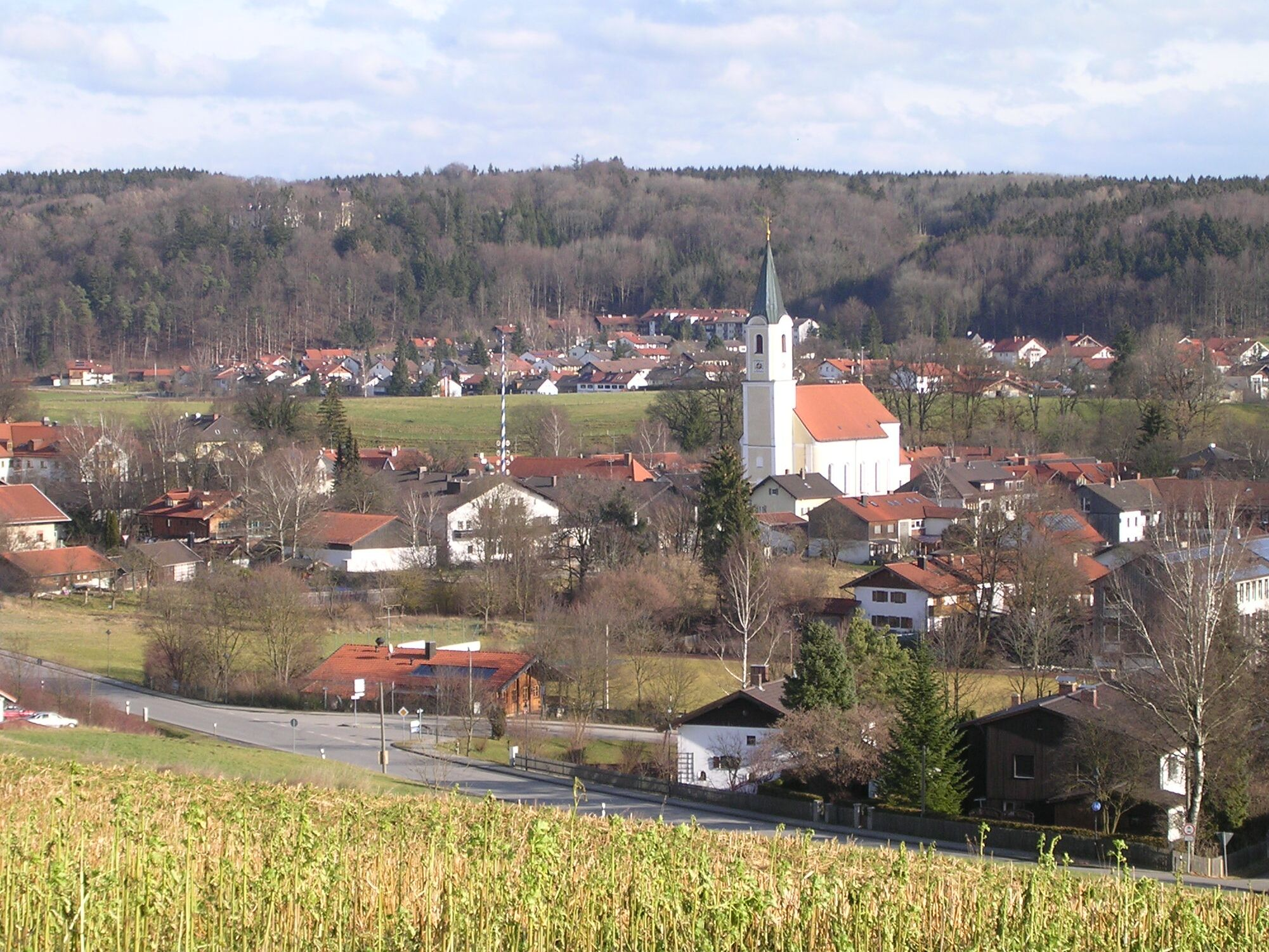
Glonn

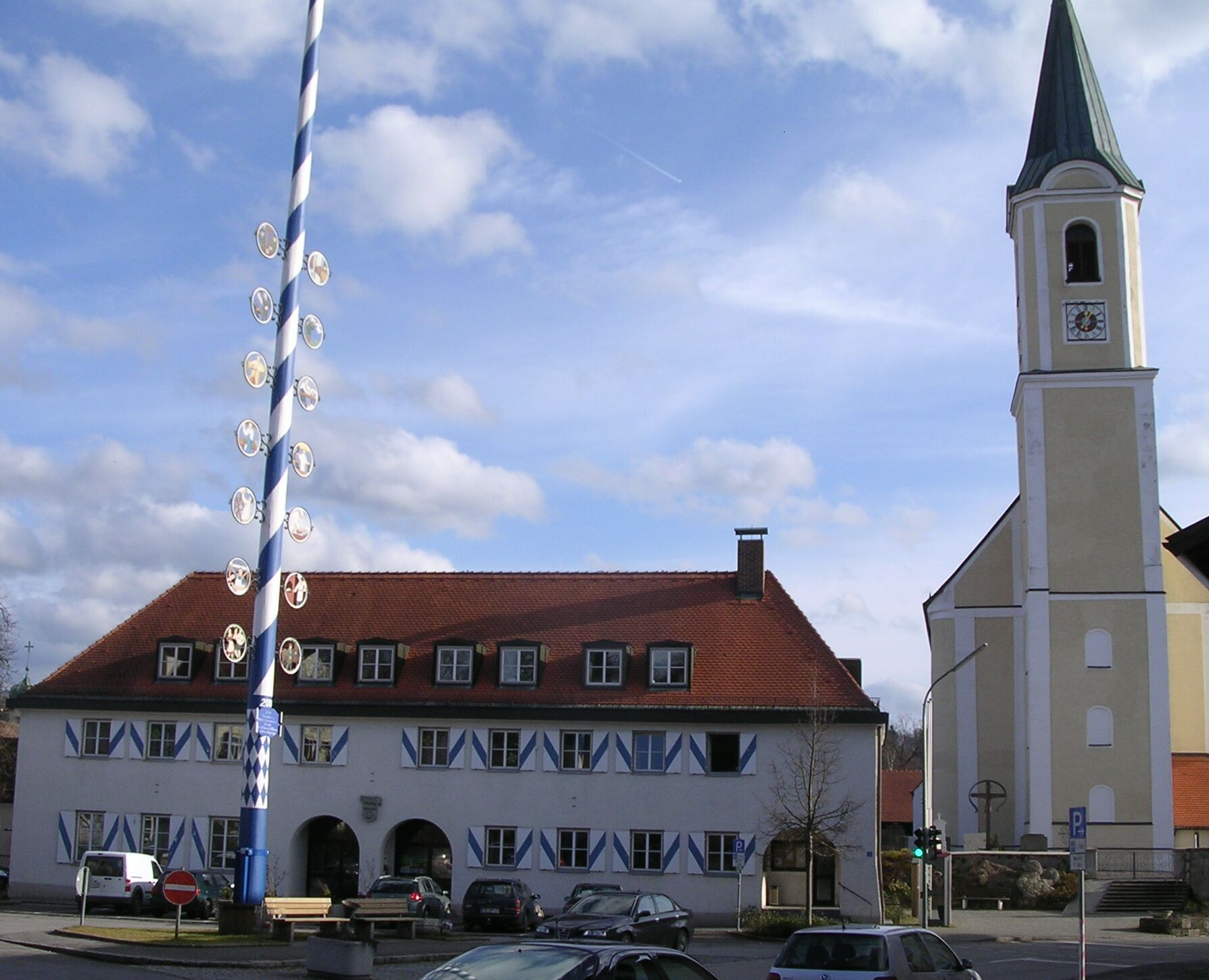
Rynek

Glonn – gmina targowa w Niemczech, w kraju związkowym Bawaria, w rejencji Górna Bawaria, w regionie Monachium, w powiecie Ebersberg, siedziba wspólnoty administracyjnej Glonn. Leży około 12 km na południowy zachód od Ebersberga, nad rzeką Glonn.

## Demografia
Dane o ludności z 31 grudnia 2008:
| Opis                                | Ogółem | Ogółem | Kobiety | Kobiety | Mężczyźni | Mężczyźni |
| ----------------------------------- | ------ | ------ | ------- | ------- | --------- | --------- |
| Jednostka                           | osób   | %      | osób    | %       | osób      | %         |
| Populacja                           | 4335   | 100    | 2250    | 51,9    | 2085      | 48,1      |
| Wiek przedprodukcyjny (0–17 lat)    | 996    | 22,98  | 453     | 10,45   | 543       | 12,53     |
| Wiek produkcyjny (18–65 lat)        | 2478   | 57,16  | 1296    | 29,9    | 1182      | 27,27     |
| Wiek poprodukcyjny (powyżej 65 lat) | 861    | 19,86  | 501     | 11,56   | 360       | 8,3       |

## Polityka
Wójtem gminy jest Martin Esterl, rada gminy składa się z osób.
|      | CSU | SPD/SPD/KommA | FW | Razem |
| 2008 | 8   | 6             | 2  | 16    |
| 2002 | 7   | 9             | -  | 16    |

## Współpraca
Miejscowości partnerskie:
- Bonnefamille, Francja, od 1998
- Markt Schwaben, Bawaria